# Amazja (König)

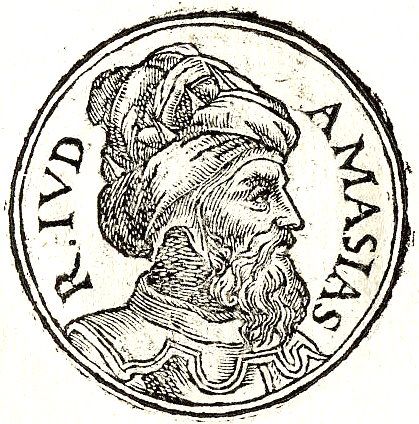
Darstellung Amazjas in Promptuarii Iconum Insigniorum (1553), von Guillaume Rouille (~1518–1589)

Amazja (hebräisch אמציה, Stark ist JHWH) war König von Juda. Seine Regierungszeit wird auf die Jahre 800–783 v. Chr. (Albright) bzw. 796–767 v. Chr. (Thiele) datiert.
Amazja war Sohn und Nachfolger des Joasch, der durch eine Verschwörung gestürzt worden war. Der alttestamentliche Bericht in 2 Chr 25  schildert, wie Amazja die Mörder seines Vaters hinrichtete. Später berief Amazja ein Heer von angeblich 100.000 Mann Stärke, wurde aber dafür von einem Propheten zurechtgewiesen, der erklärte, Amazja solle sich lieber auf die Kraft JHWHs verlassen. Amazja zog gegen die Edomiter und besiegte sie. Als er jedoch einige erbeutete Götterstatuen der Edomiter anbetete, rief er damit erneut den Zorn der JHWH-Priester hervor. Es folgte ein Krieg gegen das Nordreich Israel unter Joasch, der für Juda und seinen König, der bei Bet Schemesch in Gefangenschaft geriet, katastrophal verlief. Jerusalem wurde erobert, seine Mauern eingerissen, die Stadt geplündert; für die JHWH-Propheten eine Strafe für Amazjas Abfall vom alten Glauben. Bald darauf kam Amazja offenbar wieder frei, wurde aber, wie sein Vater, das Opfer einer Verschwörung. Er konnte zwar noch bis Lachisch fliehen, wurde dort aber von seinen Widersachern eingeholt und getötet. Sein Nachfolger als König von Juda wurde sein Sohn Asarja (auch Usia genannt).